# (40007) Vieuxtemps
(40007) Vieuxtemps est un astéroïde de la ceinture principale.

## Description
(40007) Vieuxtemps est un astéroïde de la ceinture principale. Il fut découvert le 25 avril 1998 à La Silla par Eric Walter Elst. Il présente une orbite caractérisée par un demi-grand axe de 2,67 UA, une excentricité de 0,15 et une inclinaison de 9,7° par rapport à l'écliptique.
Il est nommé d'après le violoniste et compositeur belge Henri Vieuxtemps.

## Compléments